# Баулер (Аденау)
Баулер (нем. Bauler) — община в Германии, в земле Рейнланд-Пфальц.
Входит в состав района Арвайлер. Подчиняется управлению Аденау. Население составляет 45 человек (на 31 декабря 2010 года). Занимает площадь 2,34 км².